# Cynodonichthys villwocki
Cynodonichthys villwocki es un pez de agua dulce la familia de los rivulines en el orden de los ciprinodontiformes.

## Morfología
De cuerpo alargado y bello colorido típico de la familia, de muy pequeño tamaño.

## Distribución geográfica
Se encuentran en ríos de Sudamérica, en cuencas fluviales de Panamá.

## Hábitat
Viven en pequeños cursos de agua de clima tropical, de comportamiento bentopelágico y no migrador.